# Nastri d'argento 1996
La 51ª edizione dei Nastri d'argento si è svolta il 16 marzo 1996 a Roma.

## Vincitori e candidati
I vincitori sono indicati in grassetto, a seguire gli altri candidati.

### Regista del miglior film italiano
- Giuseppe Tornatore - L'uomo delle stelle
- Michele Placido - Un eroe borghese
- Daniele Luchetti - La scuola
- Mario Martone - L'amore molesto
- Michelangelo Antonioni - Al di là delle nuvole

### Migliore regista esordiente italiano
- Sandro Baldoni - Strane storie
- Ciprì e Maresco - Lo zio di Brooklyn
- Mimmo Calopresti - La seconda volta
- Gianni Zanasi - Nella mischia
- Stefano Incerti - Il verificatore

### Miglior produttore
- Nanni Moretti ed Angelo Barbagallo - La seconda volta
- Gianluca Arcopinto - Nella mischia
- Giovanni Molino ed Antonio Caratozzolo - Il verificatore
- Andrea Occhipinti, Angelo Curti e Kermit Smith - L'amore molesto
- Domenico Procacci - Come due coccodrilli

### Miglior soggetto
- Giacomo Campiotti e Marco Piatti - Come due coccodrilli

### Migliore sceneggiatura
- Paolo Rossi, Filippo Pichi e Leone Pompucci - Camerieri

### Migliore attrice protagonista
- Anna Bonaiuto - L'amore molesto
- Angela Finocchiaro - Bidoni
- Anna Galiena - La scuola
- Valeria Bruni Tedeschi - La seconda volta
- Francesca Neri - Ivo il tardivo

### Migliore attore protagonista
- Sergio Castellitto - L'uomo delle stelle
- Fabrizio Bentivoglio - Un eroe borghese
- Nanni Moretti - La seconda volta
- Marcello Mastroianni - Sostiene Pereira
- Silvio Orlando - La scuola

### Migliore attrice non protagonista
- Regina Bianchi - Camerieri
- Nicoletta Braschi - Pasolini, un delitto italiano
- Silvia Cohen - Strane storie
- Angela Luce - L'amore molesto
- Carlotta Natoli - L'estate di Bobby Charlton

### Migliore attore non protagonista
- Leopoldo Trieste - L'uomo delle stelle
- Gianni Cajafa - L'amore molesto
- Ciccio Ingrassia - Camerieri
- Mario Carotenuto (postumo) - Romanzo di un giovane povero
- Antonello Fassari - Camerieri

### Migliore musica
- Lucio Dalla - Al di là delle nuvole
- Moni Ovadia - Facciamo paradiso

### Migliore fotografia
- Dante Spinotti - L'uomo delle stelle
- Luca Bigazzi - L'amore molesto
- Alfio Contini - Al di là delle nuvole

### Migliore scenografia
- Francesco Bronzi - L'uomo delle stelle
- Giantito Burchiellaro - Sostiene Pereira
- Eugenio Liverani - Ivo il tardivo

### Migliori costumi
- Franca Squarciapino - Il colonnello Chabert (Le Colonel Chabert)

### Migliori doppiaggi femminile e maschile
- Antonella Rendina - per la voce di Bridget Fonda in Miss Magic (Rough Magic)
- Luca Biagini - per la voce della Billy Crystal in Forget Paris

### Regista del miglior cortometraggio
- Roberto Palmerini - Scooter
- Andrea Zaccariello - Gioco da vecchi

### Miglior produttore di cortometraggi
- Ferzaco di Ferdinando Zazzara

### Menzioni speciali ai cortometraggi
- Cecilia Calvi - Il vampiro difettoso
- Monica Vullo - Tre minuti a mezzanotte
- Maurizio Fiume - Drogheria

### Regista del miglior film straniero
- Theo Angelopoulos - Lo sguardo di Ulisse (To vlemma tou Odyssea)
- Ken Loach - Terra e libertà (Land and Freedom)
- Emir Kusturica - Underground (Podzemlje)
- Wim Wenders - Lisbon Story
- Wayne Wang e Paul Auster - Smoke

### Nastro d'argento europeo
- Theo Angelopoulos - Lo sguardo di Ulisse (To vlemma tou Odyssea)
- Bertrand Tavernier - L'esca (L'Appât)
- Lucian Pintilie - Un'estate indimenticabile (Un été inoubliable)
- Pedro Almodóvar - Il fiore del mio segreto (La flor de mi secreto)
- Peter Greenaway

### Nastro d'argento speciale
- Ingmar Bergman